# Liste der Boxweltmeister im Superbantamgewicht
Diese Liste der Boxweltmeister im Superbantamgewicht bietet eine Übersicht über alle Boxweltmeister der vier anerkannten und aktuell tätigen Weltverbände (WBC, WBA, IBF, WBO) im Superbantamgewicht in chronologischen Reihenfolgen in separaten Tabellen. Die WBA-Superchampions sind sowohl in der chronologischen WBA-Tabelle als auch in einer separaten Tabelle gelistet. Der Status des Superchampions der WBA ist höher gereiht als der des regulären. Daher ist der WBA-Superchampion der eigentliche Weltmeister. Die WBO gehört erst seit 2007 zu den bedeutenden Verbänden.

## WBC
| Weltmeister            | Amt       |
| ---------------------- | --------- |
| Rigoberto Riasco       | 1976      |
| Royal Kobayashi        | 1976      |
| Dong Kyun Yum          | 1976–1977 |
| Wilfredo Gómez         | 1977–1983 |
| Jaime Garza            | 1983–1984 |
| Juan Meza              | 1984–1985 |
| Lupe Pintor            | 1985–1986 |
| Samart Payakaroon      | 1986–1987 |
| Jeff Fenech            | 1987–1988 |
| Daniel Zaragoza        | 1988–1990 |
| Paul Banke             | 1990      |
| Pedro Ruben Decima     | 1990–1991 |
| Kiyoshi Hatanaka       | 1991      |
| Daniel Zaragoza (2)    | 1991–1992 |
| Thierry Jacob          | 1992      |
| Tracy Harris Patterson | 1992–1994 |
| Hector Acero-Sanchez   | 1994–1995 |
| Daniel Zaragoza (3)    | 1995–1997 |
| Erik Morales           | 1997–2000 |
| Willie Jorrin          | 2000–2002 |
| Óscar Larios           | 2002–2005 |
| Israel Vazquez         | 2005–2007 |
| Rafael Márquez         | 2007      |
| Israel Vazquez (2)     | 2007–2008 |
| Toshiaki Nishioka      | 2008–2012 |
| Abner Mares            | 2012–2013 |
| Víctor Terrazas        | 2013      |
| Léo Santa Cruz         | 2013–2015 |
| Julio Ceja             | 2015–2016 |
| Hugo Ruiz              | 2016      |
| Hozumi Hasegawa        | 2016      |
| Rey Vargas             | seit 2016 |

## WBA
| Weltmeister               | Amt        |
| ------------------------- | ---------- |
| Soo Hwan Hong             | 1977–1978  |
| Ricardo Cardona           | 1978–1980  |
| Leo Randolph              | 1980       |
| Sergio Víctor Palma       | 1980–1982  |
| Leonardo Cruz             | 1982–1984  |
| Loris Stecca              | 1984       |
| Victor Callejas           | 1984–1986  |
| Louie Espinoza            | 1987       |
| Julio Gervacio            | 1987–1988  |
| Bernardo Pinango          | 1988       |
| Juan José Estrada         | 1988–1989  |
| Jesus Salud               | 1989–1990  |
| Luis Enrique Mendoza      | 1990–1991  |
| Raúl Pérez                | 1991–1992  |
| Wilfredo Vázquez          | 1992–1995  |
| Antonio Cermeño           | 1995–1998  |
| Enrique Sánchez           | 1998       |
| Néstor Garza              | 1998–12000 |
| Clarence Adams            | 2000–2001  |
| Yober Ortega              | 2001–2002  |
| Yoddamrong Sithyodthong   | 2002       |
| Osamu Satō                | 2002       |
| Salim Medjkoune           | 2002–2003  |
| Mahyar Monshipour         | 2003–2006  |
| Somsak Sithchatchawal     | 2006       |
| Celestino Caballero       | 2006–2010  |
| Ricardo Córdoba           | 2008–2009  |
| Bernard Dunne             | 2009       |
| Poonsawat Kratingdaenggym | 2009–2010  |
| Ryol Li Lee               | 2010–2011  |
| Akifumi Shimoda           | 2011       |
| Rico Ramos                | 2011–2012  |
| Guillermo Rigondeaux      | 2012–2015  |
| Scott Quigg               | 2013–2016  |
| Carl Frampton             | 2016       |
| Guillermo Rigondeaux (2)  | 2016–2017  |
| Nehomar Cermeño           | 2016–2017  |
| Shun Kubo                 | 2017       |
| Daniel Roman              | seit 2017  |

### WBA-Superchampions
| Weltmeister              | Amt       |
| ------------------------ | --------- |
| Celestino Caballero      | 2008–2010 |
| Guillermo Rigondeaux     | 2013–2015 |
| Celestino Caballero      | 2008–2010 |
| Carl Frampton            | 2016      |
| Guillermo Rigondeaux (2) | 2016–2017 |

## IBF
| Weltmeister         | Amt       |
| ------------------- | --------- |
| Bobby Berna         | 1983–1984 |
| Seung-Il Suh        | 1984–1985 |
| Ji-Won Kim          | 1985–1986 |
| Seung Hoon Lee      | 1987–1988 |
| José Sanabria       | 1988–1989 |
| Fabrice Bénichou    | 1989–1990 |
| Welcome Ncita       | 1990–1992 |
| Kennedy McKinney    | 1992–1994 |
| Vuyani Bungu        | 1994–1999 |
| Lehlohonolo Ledwaba | 1999–2001 |
| Manny Pacquiao      | 2001–2003 |
| Israel Vazquez      | 2004–2005 |
| Steve Molitor       | 2006–2008 |
| Celestino Caballero | 2008–2010 |
| Steve Molitor (2)   | 2010–2011 |
| Takalani Ndlovu     | 2011–2012 |
| Jeffrey Mathebula   | 2012      |
| Nonito Donaire      | 2012      |
| Jonathan Romero     | 2013      |
| Kiko Martinez       | 2013–2014 |
| Carl Frampton       | 2014–2016 |
| Jonathan Guzmán     | 2016      |
| Yukinori Oguni      | 2016–2017 |
| Ryosuke Iwasa       | 2017–2018 |
| TJ Doheny           | seit 2018 |

## WBO
| Weltmeister               | Amt       |
| ------------------------- | --------- |
| Kenny Mitchell            | 1989      |
| Valerio Nati              | 1989–1990 |
| Orlando Fernandez         | 1990–1991 |
| Jesse Benavides           | 1991–1992 |
| Duke McKenzie             | 1992–1993 |
| Daniel Jiménez            | 1993–1995 |
| Marco Antonio Barrera     | 1995–1996 |
| Junior Jones              | 1996–1997 |
| Kennedy McKinney          | 1997–1998 |
| Marco Antonio Barrera (2) | 1998–2000 |
| Erik Morales              | 2000      |
| Marco Antonio Barrera (3) | 2000–2001 |
| Agapito Sánchez           | 2001–2002 |
| Joan Guzmán               | 2002–2005 |
| Daniel Ponce de León      | 2005–2008 |
| Juan Manuel López         | 2008–2010 |
| Wilfredo Vazquez Jr.      | 2010–2011 |
| Jorge Arce                | 2011      |
| Nonito Donaire            | 2012–2013 |
| Guillermo Rigondeaux      | 201302015 |
| Nonito Donaire (2)        | 2015–2016 |
| Jessie Magdaleno          | 2016–2018 |
| Isaac Dogboe              | 2018      |
| Emanuel Navarrete         | seit 2018 |